# The Deer Hunter
The Deer Hunter (Brasil: O Franco Atirador / Portugal: O Caçador) é um drama de guerra, de 1978, sobre um trio de metalúrgicos russo-americanos e seu serviço de infantaria na Guerra do Vietnã. O filme foi ligeiramente inspirado no livro Three Comrades (1937), do veterano da Primeira Guerra Mundial Erich Maria Remarque, autor de Im Westen nichts Neues, que narra a história de três veteranos da Primeira Guerra na República de Weimar. Tal qual no livro, The Deer Hunter explora as consequências morais e mentais da violência da guerra e o patriotismo manipulado politicamente através da honra, amizade e família, numa pequena e unida comunidade do interior. O filme lida com assuntos controversos como abuso de drogas, infidelidade e doenças mentais. O filme ganhou cinco prêmios Óscar, incluindo melhor filme e melhor diretor.
A história ocorre no sul do Vietnã, em Pittsburgh e na área da classe operária de Clairton, Pensilvânia. Ele foi filmado na região de Pittsburgh e Cleveland, Weirton (Virgínia Ocidental), Parque Nacional das Cascatas do Norte, distrito de Patpong em Bangkok (Tailândia), o distrito da luz vermelha em Saigon e Sai Yok, na província de Kanchanaburi.

## Enredo
No oeste da Pensilvânia durante o final da década de 1960, os metalúrgicos russo-americanos Michael (Robert de Niro), Steven (John Savage) e Nick (Christopher Walken), acompanhados de seus amigos Stanley (John Cazale), John (George Dzundza) e Axel (Chuck Aspegren) preparam-se para dois rituais de passagem: um casamento e o serviço militar.
As primeiras cenas definem as personalidades dos três personagens principais. Michael é centrado e sério, e exerce uma espécie de liderança entre os três; Steven é amável, sua mãe o lembra de usar o cachecol; e Nick é quieto, introspectivo, ama caçar porque "gosta das árvores, da forma como elas são diferentes".
Michael diz a Nick que, se não fosse por ele, ele iria caçar sozinho, porque os outros rapazes são "idiotas… gosto deles mas são idiotas… sem você, Nick, eu caçaria sozinho". Nick pergunta a Michael se ele está assustado com a ida para o Vietnã. Michael desconversa e diz que o que o preocupa agora é caçar um cervo usando apenas uma bala. "Uma bala. O cervo precisa ser abatido com uma única bala. Eu tento dizer isto aos outros, mas eles não prestam atenção." Esta frase torna-se recorrente mais tarde no filme.
Antes do trio embarcar, Steven e sua namorada (que está grávida de outro homem mas é amada por Steven mesmo assim) casam-se de acordo com as tradições da Igreja Ortodoxa Russa. Enquanto isso, Michael luta contra seus sentimentos pela namorada de Nick, a pensativa Linda (Meryl Streep), que acabara de sair de casa por conta da violência de seu pai. Todos os rapazes ficam bêbados, dançam e cantam, e perto do final da festa Nick pede Linda em casamento, e ela aceita. No final da festa, Michael corre nu pela rua até que Nick o alcança e, falando sobre o Vietnã, pede para que ele "não o deixe lá" caso algo aconteça.
Na manhã seguinte os amigos (exceto Steven) saem para caçar cervos. Durante um período de descanso, após um breve confronto entre Michael e Stanley (que esquecera suas botas), Michael, irritado, dá um tiro para o ar após Nick entregar a Stanley seu par de botas extra. Na caçada, Michael caça um cervo usando apenas uma bala, enquanto os outros estão mais interessados em brincar e beber. Eles voltam para casa e a cena termina de foma melancólica e silenciosa na taverna, onde John toca um noturno de Chopin, ao término do que os homens se entreolham sabendo que suas vidas nunca mais serão as mesmas após o alistamento do dia seguinte.
O filme salta para uma cena de guerra próxima a um vilarejo. Michael, que agora é um sargento dos Boinas Verdes, está inconsciente, acorda e vê um soldado do Vietnã do Norte lançar uma granada num abrigo cheio de civis. Com raiva, Michael queima o soldado com um lança-chamas e o mata com vários tiros de fuzil M16. Enquanto isso, um helicóptero UH-1 Iroquois desembarca várias tropas estadunidenses, e Nick e Steven estão entre eles. Durante o combate de infantaria, Michael, Steven e Nick se reencontram por acaso, pouco tempo depois de serem capturados e levados para um campo de prisioneiros na margem de um rio junto com outros cativos estadunidenses e vietnamitas. Para se entreterem, os guardas forçam os prisioneiros a jogar roleta russa e fazem apostas. Os três amigos são forçados a jogar; Steven aponta a arma por sobre a cabeça, no que ela dispara e ele apenas fere-se levemente e por isso é punido, indo para uma gaiola debaixo d'água. Michael e Nick conspiram para matar os guardas e escapam. Michael resgata Steven da gaiola.
Os três descem o rio boiando. Um helicóptero estadunidense os resgata, mas apenas Nick consegue subir a bordo. Steven cai de volta no rio e Michael pula para pegá-lo, uma vez que Steven quebra suas pernas na queda. Michael o carrega através da floresta para um território amigo. Nick está psicologicamente abalado e se recupera num hospital militar em Saigon, sem notícia de seus amigos. À noite ele acaba indo parar no distrito da luz vermelha, onde encontra Julién Grinda, um francês apreciador de champanhe, que leva Nick para um local onde homens jogam e apostam roleta russa, contra a vontade de Nick. Michael está no local, mas eles não se vêem. Quando Michael avista Nick, ele não consegue chamar sua atenção e tenta pegá-lo, mas Nick é levado por Grinda.
De volta aos Estados Unidos, Michael retorna para casa mas tenta se manter discreto, e fica embaraçado com a festa feita por Linda e seus vizinhos. Michael luta contra seus sentimentos, uma vez que acha que Nick e Steven estão mortos. Ele se aproxima de Linda, mas apenas porque ambos lamentam seus amigos mortos. Michael vai caçar com Axel, John e Stanley novamente e, após encurralar um bonito cervo na mata, dá seu "único tiro" para cima, propositadamente. Ele então senta numa pedra e grita "OK?", que ecoa pelas pedras na margem do rio. Mais tarde ele briga com Stanley por este carregar consigo um pequeno revólver, tomando-o e girando o tambor antes de apontar para a cabeça de Stanley e gritar "como se sente agora?". Ele conhece os horrores da guerra e não quer mais lembrar deles.
Michael descobre que Steven está no hospital dos veteranos próximo. Ele teve as duas pernas amputadas e está parcialmente paralisado, e não quer voltar para casa. Steven revela que alguém de Saigon está mandando dinheiro para ele, e Michael se dá conta de que é Nick. Michael leva Steven para casa e viaja para Saigon pouco antes desta ser tomada pelos vietnamitas, em 1975. Com a relutante ajuda de Julién Grinda, que ficou rico com o "americano" da roleta russa, ele acha Nick, que não se lembra de seus amigos ou de seu lar na Pensilvânia. Michael vê marcas de agulhas em seu braço. Nick pensa que ele (Michael) e Steven estão mortos, uma vez que ele não os viu mais desde o dia do resgate de helicóptero, quando os dois caíram no rio. Michael entra no jogo de roleta russa com Nick enquanto tenta dissuadi-lo a voltar para casa, mas a mente de Nick se foi. No último momento, após Michael tentar fazê-lo lembrar das caçadas juntos, Nick finalmente o reconhece e sorri. Nick então diz "uma única bala", aponta a arma e dispara contra a cabeça. A bala estava justamente na câmara engatilhada, e a arma dispara matando Nick instantaneamente. Horrorizado, Michael tenta revivê-lo, mas sem sucesso.
De volta aos Estados Unidos, é realizado o funeral de Nick, que foi trazido para casa por Michael, conforme este o havia prometido na noite do casamento. O filme termina com todo o elenco reunido, cantando "Deus Abençoe a América".

## Elenco
| Ator               | Papel                        |
| ------------------ | ---------------------------- |
| Robert de Niro     | Michael "Mike" Vronsky       |
| John Cazale        | Stanley "Stosh"              |
| John Savage        | Steven Pushkov               |
| Christopher Walken | Nikanor "Nick" Chevotarevich |
| Meryl Streep       | Linda                        |
| George Dzundza     | John Welch                   |
| Chuck Aspegren     | Peter "Axel" Axelrod         |
| Shirley Stoler     | mãe de Steven                |
| Rutanya Alda       | Angela Ludhjduravic-Pushkov  |
| Pierre Segiu       | Julién Grinda                |
| Amy Wright         | dama de honra                |
| Richard Kuss       | pai de Linda                 |
| Joe Grifasi        | cantor da banda              |
| Paul D'Amato       | sargento                     |

## Produção
O filme começou a ser produzido sob o título de "The Man Who Came to Play" ("O Homem que Veio para Jogar"), com um roteiro escrito por Louis Garfinkle e Quinn K. Redeker. O roteiro, sem relação com a Guerra do Vietnã, era centrado num grupo de homens que viajavam para Las Vegas para jogar roleta russa. O produtor Barry Spikings, que havia comprado o script de Garfinkle e Redeker, levou a história ao diretor Michael Cimino, que adaptou a ideia à história que ele preparava sobre metalúrgicos da Pensilvânia que saíam para jogar ping pong e beber Coca Cola. Michael Cimino então trabalhou durante seis semanas com Deric Washburn antes de demiti-lo (eles haviam trabalhado juntos anteriormente com Stephen Bochco na adaptação de Silent Running).
Embora Garfinkle e Redeker não tenham participado da escrita de The Deer Hunter, ambos são creditados como escritores junto com Cimino e Washburn, uma vez que Cimino aproveitou a ideia da roleta russa de The Man Who Came to Play no filme. Cimino posteriormente alegou ter escrito o roteiro sozinho. Os quatro foram nomeados para o Óscar na categoria melhor roteiro original.

## Música
O tema e a trilha sonora têm papel importante neste filme.
A música-tema é Cavatina, de Stanley Myers, tocada ao violão por John Williams. É uma peça melancólica, que remete à velha e boa vida na cidade de Clairton. O segundo tema é Can't Take My Eyes off You, um hit de 1967 de Frankie Valli. Aparece várias vezes no filme.
Durante a cerimônia e festa do casamento, as músicas tradicionais da Igreja Ortodoxa como Slava e canções populares russas como Katyusha e Korobushka são tocadas.
O filme foi lançado em HD DVD em 26 de dezembro de 2006. StudioCanal lançou o filme em Blu-ray em outros países que não os Estados Unidos em 11 de março de 2009. Lançado em Blu-Ray nos Estados Unidos em 6 de março de 2012.

## Principais prêmios e indicações

### Oscar1979 (E.U.A.)
- Venceu na categoria de melhor filme, melhor diretor, melhor ator coadjuvante (Christopher Walken), melhor som e melhor edição.
- Indicado nas categorias de melhor ator (Robert De Niro), melhor atriz coadjuvante (Meryl Streep) melhor fotografia e melhor roteiro original.

### BAFTA1980 (Reino Unido)
- Venceu nas categorias de melhor fotografia e melhor edição.
- Indicado nas categorias de melhor filme, melhor direção, melhor ator (Robert De Niro), melhor atriz (Meryl Streep), melhor ator coadjuvante (Christopher Walken), melhor roteiro e melhor trilha sonora.

### Globo de Ouro1979 (E.U.A.)
- Venceu na categoria de melhor diretor - cinema
- Indicado nas categorias de melhor filme - drama, melhor ator (Robert De Niro), melhor atriz coadjubante (Meryl Streep), melhor ator coadjuvante (Christopher Walken) e melhor roteiro para cinema.

### PrêmioNYFCC1978 (New York Film Critics Circle Awards, E.U.A.)
- Venceu nas categorias de melhor filme e melhor ator coadjuvante (Christopher Walken).